# Lisja balka
Lisja balka (rusky Лисья Балка, také Лисий овраг) je místo hromadných poprav, které zde probíhaly v letech 1937–1938. V sovětských dobách leželo na periferii, nyní se nalézá v městské zástavbě Šymkentu v Jihokazašské oblasti. 
Jméno pochází z dřívějších dob, kdy se ve strži nalézaly spousty lišek. Jak připomíná Jelena Bojaršinovová: „...ještě na konci 19. století nebylo těžké je ulovit v údolí u Šymkentu...“.